# Teodora Lamadrid
Teodora Lamadrid, född 1820, död 1896, var en spansk skådespelare. Hon var en av de ledande skådespelarna i Spanien under 1800-talets mitt och särskilt berömd för sina roller inom de samtida romantiska dramerna. 